# Какпак (Казигуртський район)
Какпа́к (каз. Қақпақ) — село у складі Казигуртського району Туркестанської області Казахстану. Адміністративний центр Какпацького сільського округу.
У радянські часи село називалось Кизилтан.
Населення — 5360 осіб (2021; 5833 у 2009, 4395 у 1999, 3168 у 1989).